# Hans Eugster
Hans Eugster   (Heiden, 27 de març de 1929 - Lucerna, 12 de novembre de 1956) fou un gimnasta artístic suís que va competir durant la dècada de 1950.
El 1952 va prendre part en els Jocs Olímpics d'Estiu de Hèlsinki, on disputà vuit proves del programa de gimnàstica. Guanyà la medalla d'or en les barres paral·leles, la de plata en el concurs complet per equips i la de bronze en les anelles, mentre fou cinquè en el concurs complet individual i el salt sobre cavall.
En el seu palmarès també destaquen dues medalles d'or i tres de bronze al Campionat del Món de gimnàstica artística de 1950 i 1954.